# Парнюк Михайло Олексійович
Михайло Олексійович Парнюк (2 жовтня 1919, Мусіївка — 7 липня 1993) — український радянський філософ, доктор філософських наук, професор, заслужений діяч науки УРСР.

## Біографія
Народився 20 жовтня 1919 року у селі Мусіївці (тепер Хорольського району Полтавської області) в селянській родині. В 1935 році закінчив семирічну школу, в 1938 році — Сорочинський педагогічний технікум, в 1938—1941 роках навчався в Лубенському педагогічному інституті.

Могила Михайла Парнюка

Учасник радянсько-німецької війни. У 1951 році закінчив філософський факультет Київського університету, а в 1954 році аспірантуру. Після захисту кандидатської дисертації в 1955 році — доцент кафедри філософії АН УРСР, професор (1971—1973), завідувач кафедри (1973—1991), головний науковий працівник Центру гуманітарної освіти АН України, організованого на базі кафедри філософії (1991—1992). Доктор філософських наук з 1971 року, професор з 1976 року. Заслужений діяч науки УРСР.
Помер на 74-му році життя 7 липня 1993 року. Похований в Києві на Байковому кладовищі (ділянка № 49а, 50°24′59.90″ пн. ш. 30°30′5.8″ сх. д. / 50.4166389° пн. ш. 30.501611° сх. д.).

## Наукова діяльність
Автор 140 наукових і науково-популярних робіт, виданих як у СРСР, так і за кордоном (Югославія, Угорщина, Болгарія, Польща, Німеччина). Основні твори:
- «Детерминизм диалектического материализма». — К., 1967;
- «Принцип детерминизма в системе материалистической диалектики». — К., 1972.